# Nosiviwe Mapisa-Nqakula

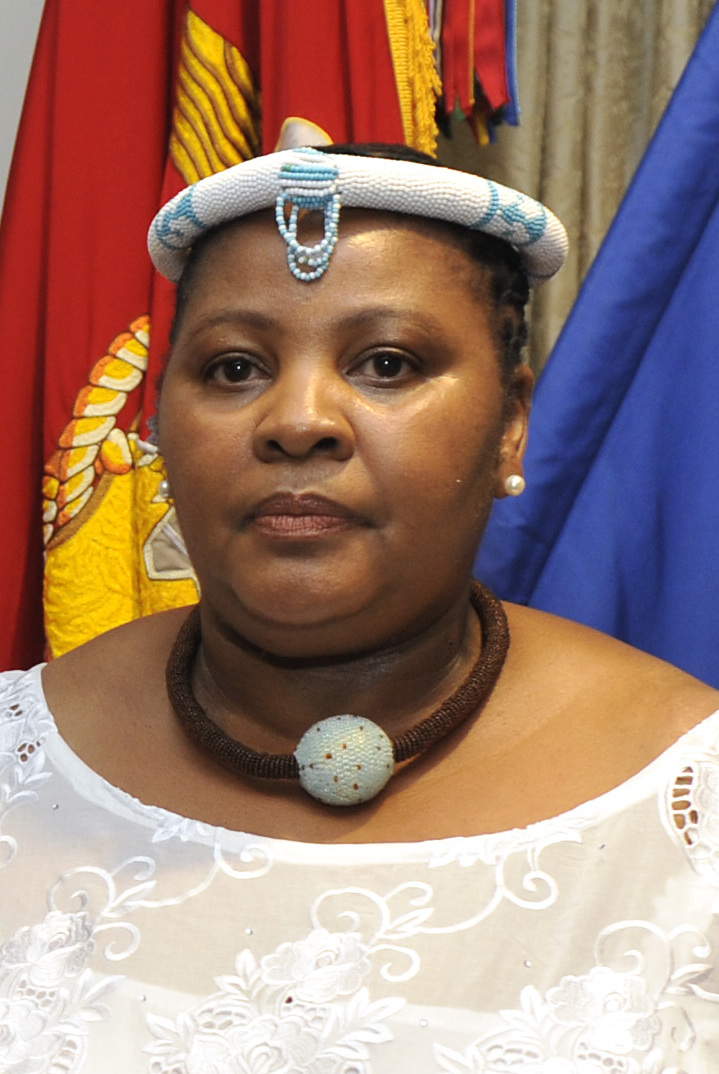
Nosiviwe Mapisa-Nqakula (2012)

Nosiviwe Noluthando Mapisa-Nqakula (* 13. November 1956) ist eine südafrikanische Politikerin des African National Congress (ANC). Sie war von August 2021 bis April 2024 Speaker des südafrikanischen Parlaments. Nach Korruptionsvorwürfen legte sie ihr Amt nieder.

## Leben

### Studium, Lehrerin und Funktionärin des ANC
Nach dem Besuch der Mount Arthur High School absolvierte Nosiviwe Mapisa-Nqakula ein Lehramtsstudium für die Grundschule am College of Bensonvale Teacher Training und schloss es mit einem Diplom ab. Später absolvierte sie ein Fernstudium im Fach Projektmanagement bei den Canadian University Overseas Services.
1978 wurde sie Lehrerin an der Bensonvale Junior Secondary School und wechselte 1979 als Lehrerin an die Lehrerausbildungsstätte St Matthews Teacher’s Training College, ehe sie zwischen 1981 und 1982 Sozialarbeiterin bei dem Projekt Timothy Target war. Von 1982 bis 1984 wirkte sie als Assistant Director der Mazazane Open School, ein vom South African Institute of Race Relations getragenes Projekt.
Im Jahr 1984 war sie im Auftrag des Hohen Flüchtlingskommissars der Vereinten Nationen (UNHCR) Leiterin einer Untersuchungsgruppe, die die Fahnenflucht von Mitgliedern von Umkhonto we Sizwe, des militärischen Arms des ANC, nach Angola untersuchte. Noch im selben Jahr nahm Mapisa-Nqakula an einer militärischen Ausbildung in Angola teil und ging 1985 in die Sowjetunion, wo sie zur weiteren Fortbildung als Mitglied von politischen und militärischen Strukturen tätig war. Ebenso besuchte sie 1985 das Seminar für Equality Development and Peace in Nairobi und das 2. ANC Consultative-Seminar in Kabwe. Nachfolgend arbeitete sie von 1986 bis 1988 in politisch-militärischen Strukturen des ANC.
Danach war sie von 1988 bis 1990 Repräsentantin der Frauenabteilung des ANC in Angola und bei der Panafrikanischen Frauenorganisation tätig. Nach ihrer Rückkehr wurde sie 1990 Mitglied des Nationalen Exekutivkomitees des ANC und war zwischen 1991 und 1993 Nationale Organisatorin der Frauenliga des ANC.

### Abgeordnete und Ministerin
Mapisa-Nqakula war von 1993 bis 1995 Generalsekretärin der ANC-Frauenliga. 1994 wurde sie als Kandidatin des ANC erstmals zum Mitglied der Nationalversammlung gewählt, der sie seither angehört. Zwischen 1994 und 1996 war sie auch Mitglied der Verfassungsversammlung.
Während ihrer langjährigen Parlamentszugehörigkeit gehörte sie den Gemeinsamen Ständigen Ausschüssen für Verteidigung und für Nachrichtendienste an. Seit 2001 ist sie stellvertretende Vorsitzende der Fraktion des ANC in der Nationalversammlung und war daneben zwischen 2001 und 2002 Chief Whip des ANC.
2002 wurde sie zur Vizeministerin im Innenministerium ernannt. Am 28. April 2004 wurde sie Nachfolgerin des langjährigen Innenministers Mangosuthu Buthelezi, sie bekleidete das Amt fünf Jahre lang bis zum 11. Mai 2009. Seit 2004 ist sie außerdem Präsidentin der Frauenliga des ANC.
Im Mai 2009 nach der Wahl von Jacob Zuma zum Präsidenten Südafrikas wurde sie Ministerin für den Strafvollzug im Kabinett Zuma, während die bisherige Außenministerin Nkosazana Dlamini-Zuma ihre Nachfolgerin als Innenministerin wurde.
Am 12. Juni 2012 wurde Nosiviwe Mapisa-Nqakula neue Ministerin für Verteidigung und Militärveteranen als Nachfolgerin von Lindiwe Sisulu, die wiederum Ministerin für den öffentlichen Dienst und Verwaltung wurde. Nach den Wahlen 2014 behielt sie ihren Ministerposten, ebenso nach der Bildung des Kabinetts Ramaphosa I im Jahr 2018 und 2019 bei der Bildung des Kabinetts Ramaphosa II bis zur Amtsübergabe an Thandi Modise.
Seit dem 19. August 2021 war Mapisa-Nqakula Speaker of the National Assembly, die Vorsitzende des südafrikanischen Parlaments.
Im April 2024 wurde Nosiviwe Mapisa-Nqakula von der Staatsanwaltschaft beschuldigt, während ihrer Amtszeit als Verteidigungsministerin Bestechungsgelder von einem Rüstungsunternehmen erhalten zu haben. Nach Angaben der Staatsanwaltschaft erhielt sie zwischen Dezember 2016 und Juli 2019 elf Zahlungen in Höhe von insgesamt 135.000 US-Dollar. Sie habe ein weiteres Bestechungsgeld in Höhe von 105.000 US-Dollar gefordert, das jedoch nicht gezahlt worden sei. Die Staatsanwaltschaft erhob am 4. April 2024 Anklage gegen sie und erließ einen Haftbefehl. Sie stellte sich der Polizei und kam gegen Zahlung einer Kaution wieder frei.